# Kelet-ázsiai Hajóraj
A Kelet-ázsiai Hajóraj (németül: Ostasiatische Kreuzergeschwader – Kelet-ázsiai Cirkálóraj; gyakran egyszerűbb formában Ostasiengeschwader avagy Kreuzergeschwader) a Császári Haditengerészet egyik alakulata volt, melynek feladata a kelet-ázsiai és dél-csendes-óceáni térségben a német nemzeti érdekek védelme volt. A hajóraj 1859 és 1897 között több lépcsőben bővült. Ez idő alatt a Kaiserliche Marine nem rendelkezett saját haditengerészeti támaszpontokkal, így a hajók javításához és üzemanyaggal való ellátásához idegen kikötők szolgáltatásait kellett igénybe vennie, ami gyakran jelentős várakozási idővel és magas költségekkel járt. Ez a helyzet 1897-ben változott meg. A század végén Kínában felkelés tört ki a nyugati polgári kultúra térhódítása és egész országrészek megszállása miatt. A Kelet-ázsiai Cirkálóosztály a cirkálóvá átminősített zászlóshajójának, a Kaisernek a vezetésével ekkor szállta meg a Kiaocsou-öblöt és Csingtao kikötőjét, melyet a hajóraj első és egyetlen saját támaszpontjává építettek ki. Ezt követően kapta az alakulat hivatalosan a Kelet-ázsiai Cirkálóraj nevet és 1898-tól az 1914-es megsemmisítéséig cirkálók voltak a zászlóshajói.

## Története

### Létrejötte

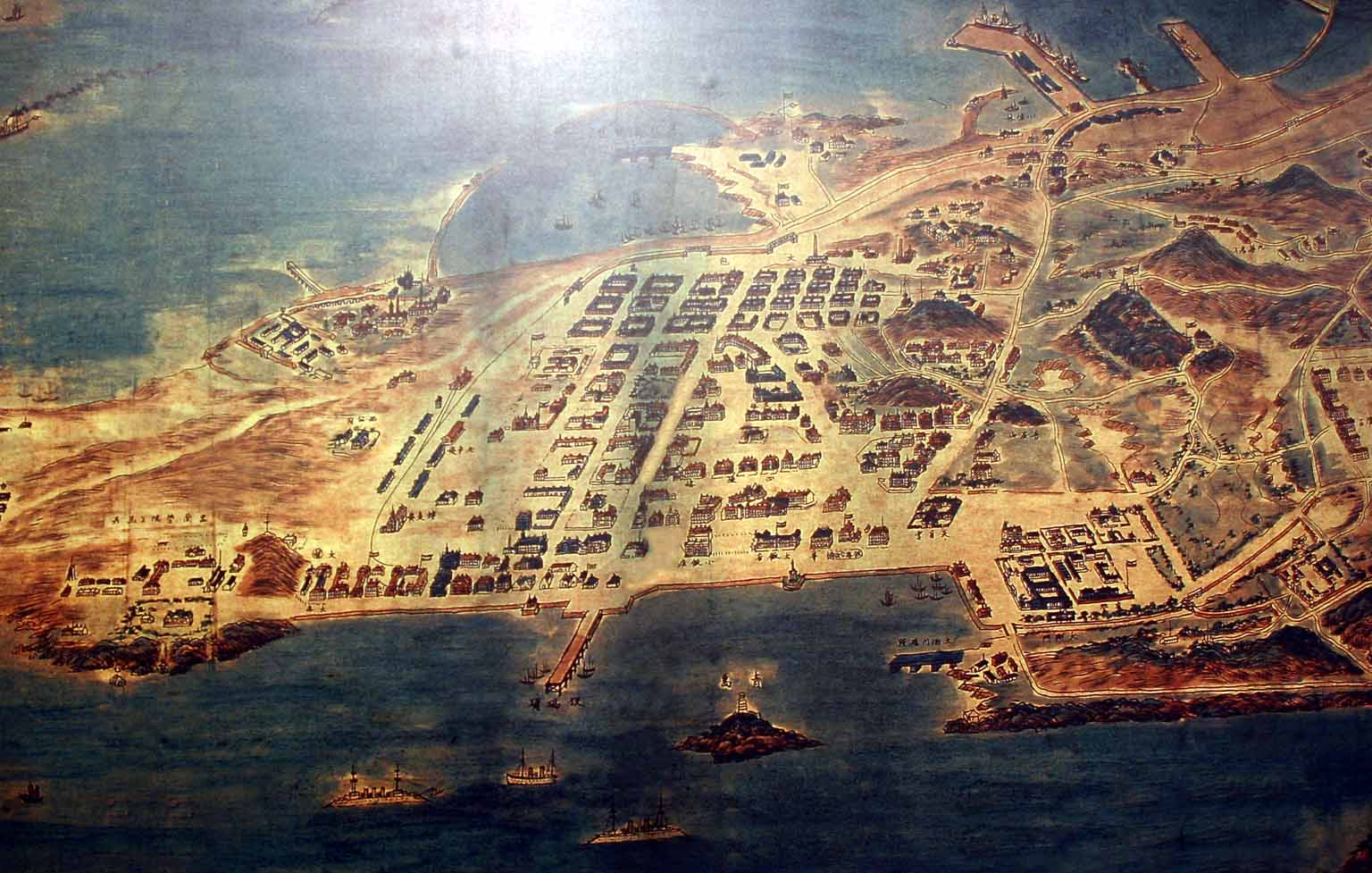
Csingtao felülnézetből egy 1906-os rajzon

A 19. század elején az európai és észak-amerikai hatalmak érdeklődése megélénkült a Csendes-óceán ázsiai partvidéke iránt. Nagy-Britannia az ópiumháborúk révén Kínát a külföld felé nyitásra kényszerítette és 1854-ben az Egyesült Államok hasonlóképpen kényszerítette nyitásra Japánt. A távol-keleti kereskedelembe hamar német hajótársaságok is bekapcsolódtak. A porosz Emdeni Kelet-ázsiai Kereskedelmi Társaság (Emder Ostasiatische Handelskompanie) már a 18. század közepe óta végzett a régióban tengeri kereskedelmi tevékenységet, a porosz állami tengeri kereskedelmet képviselő Meteor nagy vitorlás régióba tett látogatása 1822-ben pedig a koalíciós háborúkat követően kialakuló rendszeres hajózási összeköttetések kezdetét fémjelezte.
Hamar megmutatkozott, hogy a külföldi kereskedők Kínában katonai támogatás nélkül csak nagy nehezen képesek boldogulni. A főként hamburgi német kereskedők más haditengerészetek segítségére voltak utalva, elsősorban a Royal Navy-ére, mivel a Német Szövetség nem rendelkezett saját haditengerészettel. A Porosz Haditengerészet megalapítása után már hazai egységeket hívhattak segítségül.

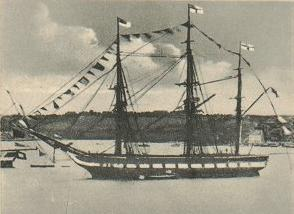
A horgonyzó Thetis

Poroszország 1859-ben küldött át egy négy egységből álló hajórajt Friedrich zu Eulenburg gróf vezetésével Kelet-Ázsiába, hogy ott a német kereskedelmi tevékenységet támogassák és kereskedelmi egyezményeket kössenek. 1860. szeptember 2-án a hajóraj Jokohama előtt tájfunba került, melyben és a Frauenlob szkúner teljes 47 főnyi legénységével együtt odaveszett.
A kötelék 1861-ig maradt a régióban. Ezzel egy időben a német diplomácia igyekezett a kelet-ázsiai térségben saját haditengerészeti támaszpontra szert tenni. Erre végül csak 1897-ben került sor, mikor az Otto von Diederichs ellentengernagy vezette cirkálóraj egy expedíciós alakulata megszállta Csingtaót.
A kelet-ázsiai térségben a tartós német tengerészeti jelenlétet 1869-ben az Ostasiatische Schiffstation felállításával alapozták meg. Az állomáshelyhez tartozó körzetben előbb csak egy hajó, a Medusa nevű korvett teljesített szolgálatot. A Porosz Haditengerészet ekkoriban olvadt be az Északnémet Szövetség haditengerészetébe, amiből a Német Birodalom létrejöttével 1871-ben a Kaiserliche Marine lett. Az állomást időlegesen kis hajórajokkal erősítették meg, melyek a régiót konkrét megbízatások idejére keresték fel. Rudolf Schering kétszer is az állomáshely vezetője volt.
1881. április 1-én állították szolgálatba a Stosch korvettet (gedeckte Korvette), mely a Kelet-Ázsiában állomásozó hadihajók zászlóshajója lett. Az újonnan megalakított Kelet-ázsiai Hajóraj egységei 1881. szeptember 3-án egyesültek első ízben Csifuban. Louis von Blanc sorhajókapitány (Kommodore) volt 1881-82-ben a Stosch és egyben a hajóraj első parancsnoka. 1883-ban ellentengernaggyá léptették elő. 1885 elején a Kelet-ázsiai Hajórajt feloszlatták, miután a cirkálófregattá átminősített Stoscht a Kelet-Afrikai Cirkálóraj megszervezéséhez Mauritiusra irányították át.

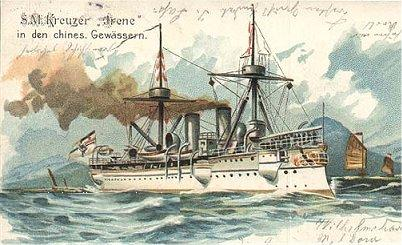
Az SMS Irene Kínában

A Császári Haditengerészet 1886 és 1893 között egy permanensen összeállított cirkálórajt állított össze, mely Kelet-Afrika, Ausztrália és Dél-Amerika nyugati partja között tevékenykedett. Ezt a rajt 1893-ból anyagi megfontolások miatt feloszlatták. Az 1894-es japán-kínai háború a nagyhatalmakat azonban arra kényszerítette, hogy a kelet-ázsiai jelenlétüket megerősítsék. Emiatt a feloszlatási parancsot megváltoztatták és felállították a Kelet-ázsiai Cirkálódivíziót. Miután 1897. november 1-én a Steyler Misszióhoz tartozó Franz Xaver Nies és Richard Henle katolikus misszionáriusokat meggyilkolták Kínában, az itteni támaszpont létesítését már korábban tervező Vilmos császár az esetre hivatkozva utasítást adott a Kiaocsou-öböl megszállására. Az Otto von Diederichs ellentengernagy vezette Kaiser, Prinzess Wilhelm és Cormoran cirkálókból álló raj november 14-én megszállta Csingtao városát és a kikötőjét. A hajók egy 717 főből álló csapatot tettek partra a Kaiser parancsnokának, Hugo Zeye sorhajókapitánynak a vezetésével és a helyi kínai erők parancsnokának ultimátumot adtak át, mely a város elhagyására szólította fel.
Az Arcona november 17-én érkezett meg Sanghajból majd az Irene december 2-án Hongkongból, így a térségben állomásozó összes német hadihajó itt gyülekezett. Katonai ellenállásra nem került sor és a német csapatok december 2-án a 33 km-re lévő Kiaocsout is megszállták.
Mivel a német birodalmi kormányzat és a haditengerészeti hivatal (Reichsmarineamt) jelentős nehézségekre számított a támaszpont keresztülvitelében, még 1897-ben egy újabb (II.) cirkálódivíziót indítottak útnak a császár öccsének, Henrik hercegnek a parancsnoksága alatt. 1898 májusában a két cirkálódivíziót Kelet-ázsiai Cirkálóraj néven egyesítették von Diederichs parancsnoksága alatt.

### 1900–1914
A hajórajt érintő legfontosabb események krónikája az első világháború kitöréséig:
1900

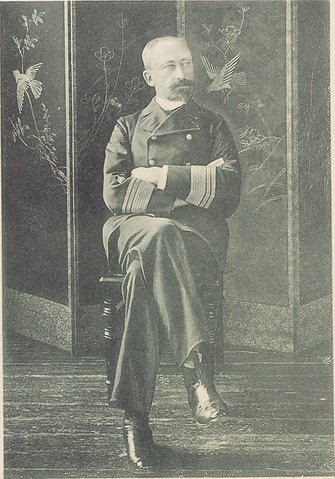
Bendemann tengernagy Kínában (1901 körül)

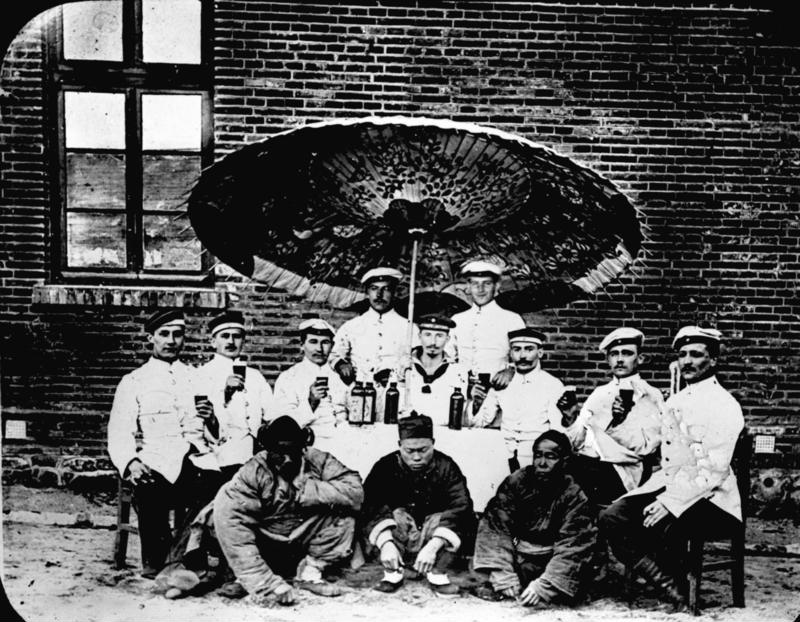
A Kaiserliche Marine katonái Csingtaóban

Az új Fürst Bismarck páncélos cirkáló Kielből Csingtaóba hajózott, ahol a hajóraj parancsnokának, Felix von Bendemann altengernagynak a zászlóshajója lett. A bokszerlázadás leverésekor a hajóraj átesett a próbán katonai és politikai értelemben is. A felkelés elleni harchoz jelentősen megerősítették a Geier, Schwalbe, Bussard és Seeadler cirkálókkal, a Tiger és Luchs ágyúnaszádokkal és az S 90, S 91 és S 92 jelű rombolókkal valamint a Gera kórházhajóval. További erősítésként érkezett még egy Németországból kiküldött csatahajó-divízió (Detachierte Division) kötelékében a Kurfürst Friedrich Wilhelm, a Brandenburg, a Weissenburg és a Wörth csatahajókkal (sorhajókkal) valamint a Hela könnyűcirkálóval augusztus 28-án Hongkongba. A kínai felkelők ellen 12 ország 250 hajójából álló nemzetközi flotta gyülekezett összesen 70 000 fős partra szálló sereggel. A hajók közül 24, a katonák közül 17 000 volt német. Shan-wei-kwan és Chin-wan-tau kikötővárosok megszállásához Bendemann a négy csatahajót küldte ki, de a tüzérségük a hadműveletek során nem került bevetésre.
1901
A raj hajói terv szerint végeztek egyéni és kötelékbeli gyakorlatokat. A Hansa cirkáló júniusban az Ausztrál Szövetség alapítási ünnepségére hajózott át Sydney-be és Melbourne-be. A Titania teherhajó állandó kísérője lett a hajórajnak. A Hela, Irene és Gefion cirkálókat májusban visszarendelik Németországba. A bokszerlázadás végével júliusban a német szárazföldi és haditengerészeti erőket visszaállították békebeli szervezeti felépítésüknek megfelelően. A Fürst Bismarck a Geierrel, az S 91 és az S 92 rombolók kíséretében japán kikötőket keresett fel, majd továbbhajózott Csifuba és Port Arthurba. Októberben a raj cirkálóutat tett a japán vizekre, ami után a Fürst Bismarck javítási munkálatok elvégzésére Nagaszakiba hajózott.
1902
Február 15-én Bendemann altengernagy átadta a hajóraj vezetését Richard von Geißler altengernagynak. A Thetis cirkáló csatlakozott a rajhoz. A Geier cirkáló felváltotta a Schwalbét. Áprilisban a Geier, a Schwalbe és a Luchs a belső területeken észlelt nyugtalanságok miatt Ning Ponál kerültek bevetésre. Végül a Japánban, Szingapurban és a Holland Indiákon került sor látogatásokra. A Fürst Bismarck az év során főként az állomáskörzet északi részén tartózkodott.
1903
A zászlóshajó a Hansa és a Thetis társaságában március közepéig a Jangce előtt horgonyzott. Végül Japánba tettek látogatást, ahol Meidzsi császár fogadta őket. Augusztus elején a hajóraj Vlagyivosztokot kereste fel. November 15-én Curt von Prittwitz und Gaffron ellentengernagy vette át a kötelék parancsnokságát. A Fürst Bismarck javítások elvégzéséhez Nagaszakiba hajózott. A Sperber cirkáló megérkezett az állomáshelyre.
1904
Kitör az orosz–japán háború, Németország igyekszik semleges maradni. Nyártól orosz segédcirkálók tevékenykednek a Csendes-óceánon. Habár eközben német kereskedelmi hajókat is elfognak, a német hadihajók tevékenysége az orosz vízi aknák kilövésére és orosz hadihajók Csingtaóban való internálására korlátozódik. A Hertha a Holland-Indiákon kapta a parancsot a Németországba való visszatérésre. A Fürst Bismarck a Sárga-tenger térségében cirkált.
1905
A közép-kínai tartományokban tapasztalt zavargások március végéig hadihajók állomásoztatását tették szükségessé a térségben. A Geier útnak indult a hazai vizekre, míg a Sperbert a nyugat-afrikai állomáshelyre helyezték át. Az orosz II. csendes-óceáni hajóraj japán flotta elleni felvonulásakor a német rajparancsnok a német hadihajókat Csingtaóba vonta össze. A csuzimai csata után a német hajók ismét kifutottak cirkálni. A Seeadlert és a Thetist Kelet-Afrikába irányítják át. November 11-én Alfred Breusing ellentengernagy veszi át a raj parancsnokságát. A sanghaji zavargások miatt ágyúnaszádokkal figyeltették a partokat és partraszálló hadműveleteket hajtottak végre.
1906
Januárban és februárban a Fürst Bismarck az indonéz szigetvilágban cirkált. A Sanghaj előtt lévő hajókat vissza lehetett hívni. Májusban Japánba tettek látogatást, onnan Pekingbe hajóztak tovább, ahol fogadta őket a kínai császár. A Hansa cirkáló visszaindult Németországba. A Niobe váltotta a Thetist. Decemberben a Leipzig könnyűcirkáló (kiscirkáló) csatlakozott a rajhoz.
1907
Utazások Indonéziába és Japánba. Április 13-án Carl von Coerper ellentengernagy váltja a korábbi rajparancsnokot. A Tiger a Jangcén felhajózva tájékozódik a német gazdasági érdekeltségek felől Kínában, majd zászlóshajójával felkeresi Japánt. Az új, ellátóhajóként és aknarakóként szolgáló Lauting részben szétszerelt állapotban eléri Csingtaót, ahol ismét összeszerelik és szolgálatba állítják. Októberben az Arcona cirkáló csatlakozik a rajhoz.
1908
Az állomáshely térségének északi részébe továbbra is elmarad az utazás. Januárban Sziám királyához tesznek látogatást.
1909
Az év elején a Leipzig, az Arcona és a Titania Német Szamoára hajózott az ottani zavargások leverésére. A Niobe és a Fürst Bismarck visszaindul Németországba. Április 29-én a Scharnhorst Colombóban átveszi a Fürst Bismarcktól a hajóraj zászlóshajójának szerepét. Május 18-án Friedrich von Ingenohl ellentengernagy lett a hajóraj új parancsnoka. Júliusban és augusztusban az állomáshely északi, novemberben a déli térségét hajózta be. A Karácsonyt és a Szilvesztert a hajóraj Hongkongban töltötte.
1910
Januárban a Scharnhorst, a Leipzig és a Luchs Bangkokon, Szumátrán és Borneón át Manilába hajóztak. Az Arconát a Nürnberg váltotta. Áprilisban és májusban a Scharnhorst és a Leipzig szemlét tartott a japán vizeken. Június 6-án Csingtaóban Erich Gühler ellentengernagy vette át a hajóraj parancsnokságát Friedrich von Ingenohltól. Az állomáshely térségének déli vizeire tett utazás során csatlakozott a hajórajhoz az Emden cirkáló. Szeptember 19-én a Scharnhorst az Emdennel megérkezett Csingtaóba. Novemberben Nankingba és Hongkongba hajózott el a raj. Gühler rajparancsnok az utazás során lábát törte és egy hongkongi kórházban ápolták, ahol súlyos tífuszt kapott.
1911
A Nürnberg és az Emden a ponapei sokeh-felkelés kibékítésére hajózott el. A Scharnhorst az állomáshely területének délkelet-ázsiai részén kereste fel Saigont, Szingapúrt és Batáviát. Megkezdődik a xinhai forradalom Kínában. A Scharnhorst emiatt visszatért Csingtaóba. Gühler rajparancsnok Hongkongban elhalálozott. Helyét Günther von Krosigk ellentengernagy vette át. A Gneisenau csatlakozott a hajórajhoz. Áprilisban és májusban a Scharnhorst japán vizekre hajózott, júliusban pedig az északi vizekre. Végezetül a Sárga-tenger kikötőit kereste fel. Októberben a Szun Jat-szen vezette forradalmi mozgalom Nanking térségében teljes áttörést ért el. Krosigk az S 90 romboló fedélzetén a Jangcén Hankouig hajózott fel. A hajók bevetésére nem került sor a forradalom fő gócpontjaiban. A Scharnhorst felkereste a Tiencsin mellett lévő Takut, Csifut és Sanghajt.
1912
Kínában tovább tart a forradalom, és ezért az ország középső partjainál a hajóraj egységei őrjáratokat teljesítettek. A Scharnhorst áprilisban a japán vizeken cirkált. Végezetül Krosigk ellentengernagy a Nürnberggel beutazta a Jangcét. Július 30-án elhunyt Meidzsi japán császár. A gyászszertartáson és Taisó császár koronázásán jelen voltak a hajóraj képviselői is. Szeptemberben Henrik herceg, a flotta fő felügyelője meglátogatta a hajórajt Csingtaóban. Ezt követően Krosigk ellentengernagy a Luchs fedélzetén felhajózott a Jangcén. December 4-én a rajparancsnokot Maximilian von Spee ellentengernagy váltotta.
1913
A Scharnhorst és a Gneisenau Amoy-ból indulva tettek utazást délkelet-ázsiai vizekre, felkeresve Szingapúrt és Batáviát. Áprilisban Japánba hajóztak, ahol Taisó császár fogadta a hajórajt. Ezt követően a Nürnberg Nanking érintésével egészen Hankouig felhajózott a Jangcén. Júliusban a hajóraj a déli vizeket kereste fel. Július 21-én a Rabaulnál lévő köteléket visszahívták a Sanghaj-Wusong térségében és a Nanking–Tiencsin vasútvonal mentén kialakult zavargások miatt. Az események miatt egy erős nemzetközi flotta vonult fel. A kínai flotta megmaradt Jüan Si-kaj miniszterelnök hűségén. A felkelést a külföldi hatalmak közbeavatkozása nélkül leverték. Novemberben a nyugalom helyreállítása után a hajóraj japán vizekre hajózott.
1914
A Scharnhorst a déli vizekre tett utat és Szumátra, Borneó és Manila érintésével március 19-én tért vissza Csingtaóba. Májusban az immár altengernagyi rangban lévő Spee gróf látogatást tett Port Arthurba és a Tiencsin melletti Takuba. Ezt követően a hajóraj a déli vizekre való utazáshoz tett előkészületeket. A Ferenc Ferdinánd osztrák-magyar trónörökös elleni szarajevói merénylet után kialakult feszült helyzet miatt Spee hajóraját Ponapéban vonta össze, ahol nagy szénkészletekkel rendelkezett. A mozgósítási parancsot augusztus 1-én adták ki. Japán augusztus 13-án brit kérésre hadat üzent Németországnak, ami után Csingtaóra a németek már nem számíthattak haditengerészeti támaszpontként. Spee úgy döntött, hogy keresi az összecsapás lehetőségét a britekkel és ehhez a hajórajával Dél-Amerika partjaihoz hajózott. Az Emdent kereskedelmi háború folytatására rendelte és a kiscirkáló augusztus 14-én kivált a Kelet-ázsiai Hajóraj kötelékéből.

### Első világháború

A Kelet-ázsiai Hajóraj és a hozzá csatlakozó egységek útvonala a háború elején

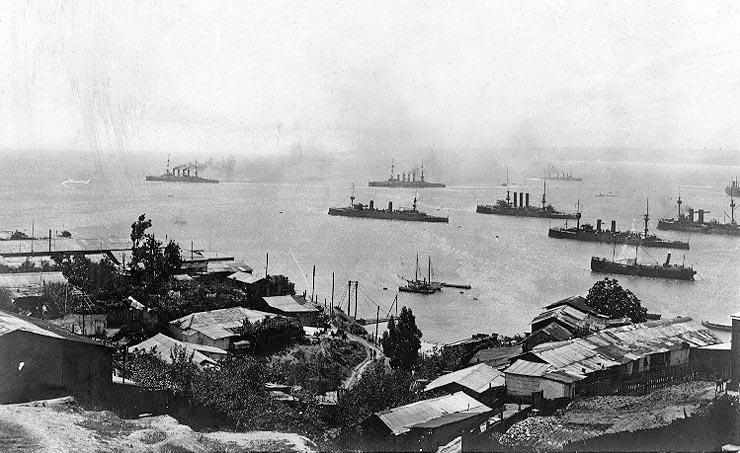
A Kelet-ázsiai Hajóraj egy része (a háttérben) elhagyja Valparaísót 1914. november 4-én. Az előtérben chilei cirkálók

Japán várható háborúba való belépése miatt a Scharnhorst (zászlóshajó) és Gneisenau páncélos cirkálókból (nagycirkálókból) valamint a Nürnberg, Leipzig és Dresden könnyűcirkálókból (kiscirkálókból) álló hajóraj 1914-ben Spee altengernagy vezetésével a kelet-ázsiai térséget elhagyva a Csendes-óceán keleti partjai felé vette az irányt. A háború kitörése utáni hónapokban az európai antanthatalmak haditengerészetei a Csendes-óceán nyugati felén a kereskedelmi útvonalak biztosítására szorítkoztak. Japán hadba lépését követően főként a déli német gyarmatok megszállására törekedett és a flottája is először ezen hadműveleteket támogatta. Spee hajóraja eközben viszonylag zavartalanul tevékenykedhetett.

#### Papeete lövetése
A német hajók többek között az új-zélandi csapatok által megszállt Nyugat-Szamoa előtt tűntek fel, de a várakozások ellenére mégsem vették tűz alá a fővárosban, Apiában lévő megszállókat, hanem tovább hajóztak keleti irányba. Spee úgy tervezte, hogy Tahitin tölti fel a szénkészleteit. A francia gyarmat fővárosához, Papeete-hez érve a helyőrség nem kívánt tárgyalni a németekkel szándékaikról és a kikötőben lévő Zélée ágyúnaszádról és a település feletti magaslatokon lévő ütegekből tüzet nyitottak a hajóira. Válaszul a németek felszólították a lakosságot a település mielőbbi elhagyására, majd negyed óra múlva a páncélos cirkálók előbb az ütegeket hallgattatták el, melyek személyzete elmenekült az első lövedékek becsapódása után, majd a kikötőben lévő ágyúnaszádot süllyesztették el. A Zélée-t eltévesztő lövedékek közül sok a kikötő közeli épületeket találta el és nagy tűzvészt okozott. Két teljes háztömb esett a lángok martalékává. Három órával azután, hogy megnyitották a tüzet, a német hajók távoztak.
A tüzérségi gyakorlatok mellett – a Scharnhorst ekkoriban az egész flotta legjobb eredményeket elérő egysége volt – a szénnel való ellátás megoldásának megtervezése kötötte le Spee figyelmét. 1914 októberében a kísérő hajókról való szénvételezés találkozási pontjaként Hanga Roa egyik öble szolgált a Húsvét-szigeten.

#### Coroneli csata
Az antant csak 1914 őszén fokozta az erőfeszítéseit annyira, hogy lokalizálja és harcra bírja a német hajórajt. Elfogására Christopher Cradock altengernagy parancsnoksága alatt kiküldött brit kötelék, a Nyugat-Indiai Hajóraj (West Indies Squadron) között 1914. november 1-én került sor összecsapásra a chilei Coronel város közelében. A Coronel-foki csataként ismertté vált összecsapás során Spee gróf erői saját veszteség nélkül elsüllyesztették a Monmouth és Good Hope páncélos cirkálókat. A német győzelem világszerte nagy feltűnést keltett, mivel a napóleoni háborúk óta ez volt Nagy-Britannia első tengeri veresége. A német cirkálók a csata során a lőszerkészletük mintegy felét ellőtték.

#### Falklandi csata
A rossz ellátási körülmények miatt Spee gróf rövid ideig Valparaísóban időzött, mielőtt megkísérelt volna áthajózni az Atlanti-óceánra és visszatérni Németországba. A brit admiralitás ugyanakkor eltökélte, hogy megsemmisíti a német hajórajt. Az admiralitás egy erős köteléket indíttatott útnak a Falkland-szigetekre azzal a feladattal, hogy kutassa fel Spee hajóit és semmisítse meg őket. A kötelék magvát az Invincible és az Inflexible csatacirkálók képezték.
1914. december 8-án Spee gróf támadást tervezett a Falkland-szigeteken lévő Port Stanley haditengerészeti támaszpont ellen, hogy az ottani szénraktárokból a készleteiket feltöltve hajói folytathassák az utat Németország felé. Cradock rajának megsemmisítése után úgy vélte, hogy a támaszpont védelem nélkül lesz. Ehelyett azonban Doveton Sturdee altengernagy túlerőben lévő rajába botlott, mely azt a feladatot kapta, hogy Dél-Amerika keleti partját kutassa át a német kötelék után és ekkor csak véletlenül horgonyoztak Port Stanley-ben. A kedvezőtlen helyzetet felismerve Spee gróf azonnal kitért az ellenség elől. A felkészületlen Sturdee-t meglepte a németek felbukkanása, így egy ideig eltartott, míg a brit hajók kazánjait felfűtötték és kifuthattak a németek üldözésére. A Kelet-ázsiai Hajóraj így némi előnyre szert tehetett, miután azonban a britek már kifuthattak, a két csatacirkálójuk a jelentős sebességi fölényüknek köszönhetően hamar beérték Spee gróf raját. Spee a két páncélos cirkálójával felvette velük a harcot, hogy ezáltal legalább a kisebb cirkálók elmenekülhessenek.

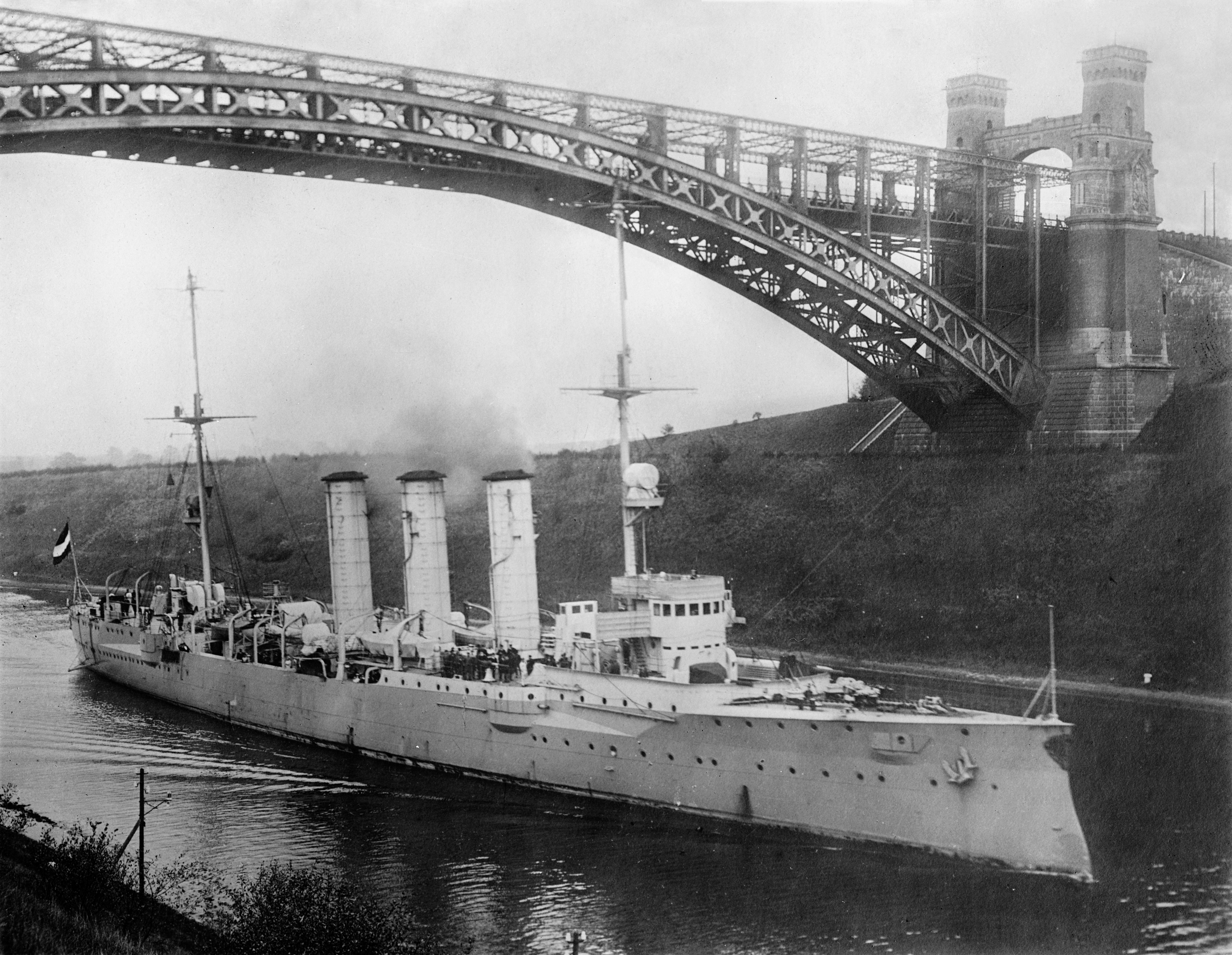
SMS Dresden

A kibontakozó falklandi csata során az öt német hadihajóból négyet sikerült elsüllyeszteniük a briteknek. Több mint 2000 német tengerész veszett oda, köztük Spee tengernagy és két fia is.

#### ADresdentovábbi sorsa
A német hajók közül a leggyorsabbnak számító Dresden kiscirkálónak sikerült megmenekülnie, mivel a modern turbina meghajtása lehetővé tette számára a 26 csomós csúcssebesség elérését is a jelentős sebességének köszönhetően egy ködoszlopban el tudott rejtőzni az üldözői elől.
A Dresden hónapokon át rejtőzködött a Chile déli partjainál lévő szigetvilágban, folyton kijátszva a felkutatására kiküldött brit, francia és japán hadihajókat. Ez idő alatt az antanthatalmak lényegében teljesen megszüntették az térségbeli kereskedelmi forgalmukat tartva attól, hogy a Dresden lecsaphat a kereskedelmi hajóikra. 1915. márciusában a már teljesen elhasználódott hajtóművű és már csak minimális szénkészletekkel rendelkező kiscirkáló a Chiléhez tartozó Más a Tierra szigethez hajózott, hogy ott internáltassa magát. Itt talált rá az egyik brit kötelék a coroneli csatát túlélő Glasgow vezetésével. A német cirkáló passzivitásával és Chile semlegességével nem törődve a britek az előzetes parancsuknak megfelelően lövetni kezdték a Dresdent. A német cirkáló négy lövéssel viszonozta még a támadást, majd a legénysége robbanótöltetekkel elsüllyesztette a hajót. Ezzel ért véget a Kelet-ázsiai Hajóraj története.

## A Kelet-ázsiai Hajóraj hajói

### 1859–1861
Henrik Ludvig Sundevall sorhajókapitány (Kommodore) parancsnoksága alatt:
- SMS Arcona vitorlás korvett --- zászlóshajó; 1884-től tüzérségi célhajóként használták majd lebontották
  - SMS Thetis vitorlás fregatt; 1879-től állóhajó használták, 1894-ben lebontották
  - SMS Frauenlob szkúner; Kínába tartva egy Jokohama előtti tájfun során elsüllyedt
  - Elbe szállítóhajó

A megmaradt hajók 1862-ben visszatértek Németországba.

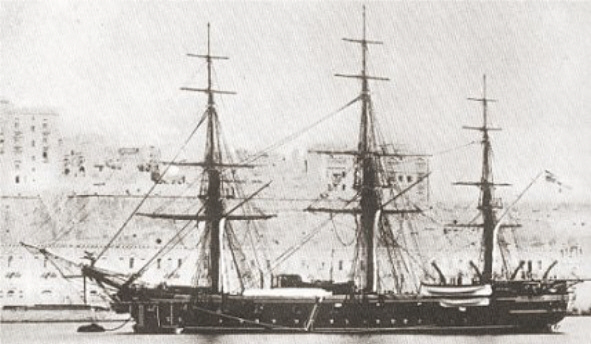
SMS Vineta

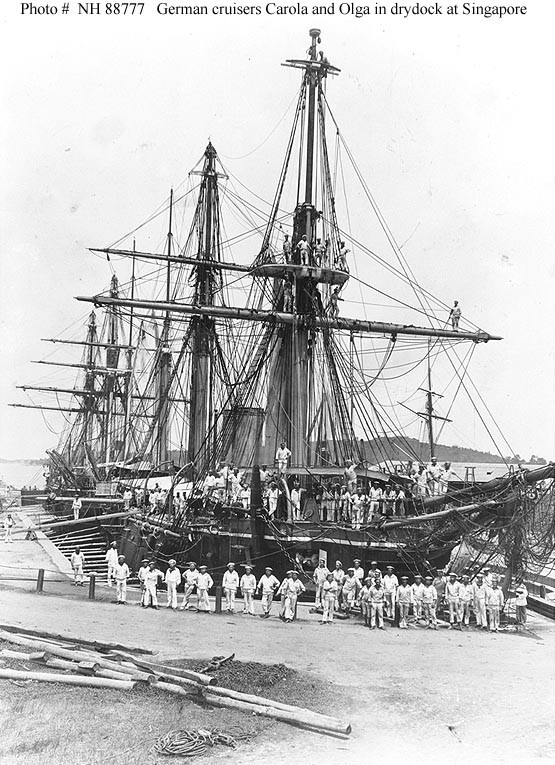
Az Olga és a Carola cirkálókorvettek a szingapúri szárazdokkban az 1880-as években

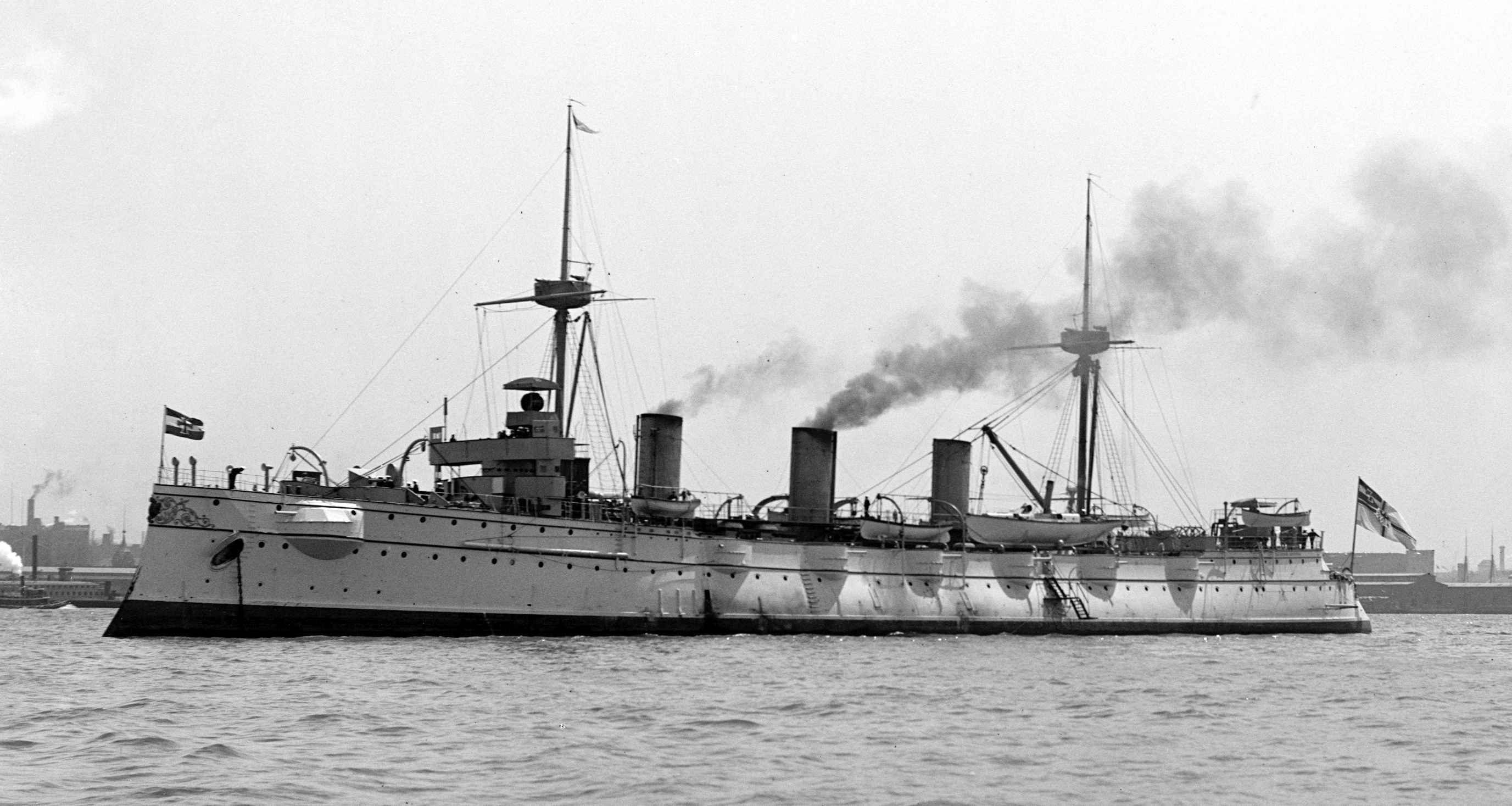
SMS Kaiserin Augusta

### 1876 június–augusztus
Alexander von Monts gróf sorhajókapitány (Kommodore) parancsnoksága alatt:
- SMS Vineta korvett (Gedeckte Korvette) --- zászlóshajó (1876. június–augusztus)
  - SMS Hertha korvett; 1874. március – 1876. június
  - SMS Ariadne korvett; 1875. január – 1876. június
  - SMS Vineta korvett; 1876. június – 1877. január
  - SMS Luise korvett; Juli 1876. július – 1877. május
  - Cyclop ágyúnaszád; 1875. augusztus – 1881. január
  - SMS Nautilus ágyúnaszád 1876. szeptember – 1881. május

### 1881–1893
- SMS Stosch cirkálófregatt (Kreuzerfregatte) --- 1881. április – 1885. november (1881 szeptemberétől zászlóshajó)
- SMS Bismarck cirkálófregatt --- zászlóshajó 1886. január és 1888. július között
- SMS Leipzig cirkálófregatt --- zászlóshajó 1888 júliusa és 1893 áprilisa között
  - Gedeckte Korvette SMS Hertha korvett (Gedeckte Korvette); 1881. június – 1882. március
  - SMS Elisabeth korvett; 1881. november – 1883. április
  - SMS Leipzig korvett; 1883. június – 1884. március
  - SMS Prinz Adalbert korvett; 1884. április–szeptember
  - SMS Olga cirkálókorvett (Kreuzerkorvette); 1886. július – 1886. december
  - SMS Carola cirkálókorvett; 1886. augusztus – 1888. július
  - SMS Sophie cirkálókorvett; 1886. december – 1892. május
  - SMS Alexandrine cirkálókorvett; 1890. szeptember – 1895. március
  - SMS Arcona cirkálókorvett; 1893. február – 1899. május
  - SMS Wolf ágyúnaszád; 1879. február – 1884. április
  - SMS Iltis ágyúnaszád; 1880. szeptember – 1886. április
  - SMS Nautilus ágyúnaszád; 1884. április – 1885. szeptember
  - SMS Nautilus ágyúnaszád; 1886. július – 1887. május
  - SMS Wolf ágyúnaszád; 1886. július – 1895. május
  - SMS Iltis ágyúnaszád; 1887. július – 1896. július
  - SMS Eber ágyúnaszád; 1888. április – 1889. március
  - SMS Adler ágyúnaszád; 1886. október – 1889. március

### 1894–1900
1894 októberében állították fel az Ostasiatische Kreuzerdivisiont.
- SMS Arcona cirkálókorvett (Kreuzerkorvette)--- zászlóshajó 1894. október – 1895. február között
- SMS Irene könnyűcirkáló (kiscirkáló) --- zászlóshajó 1895. február–július között
- SMS Kaiser páncélos (Panzerschiff) --- zászlóshajó 1895. július – 1899. április
- SMS Deutschland cirkáló (Großer Kreuzer – nagycirkáló) --- zászlóshajó 1899. április – 1900. február
  - SMS Wolf ágyúnaszád; 1886. július – 1895. május
  - SMS Marie cirkálókorvett; 1894. szeptember – 1895. június
  - SMS Arcona (I) cirkálókorvett; 1894. október – 1899. január
  - SMS Irene könnyűcirkáló; 1894. november – 1901. június
  - SMS Prinzess Wilhelm könnyű cirkáló; 1895. május – 1899. június
  - SMS Kaiser páncélos (Panzerschiff); 1895. május – 1899. június
  - SMS Cormoran (védelem nélküli) cirkáló (Ungeschützter Kreuzer); 1895. szeptember – 1899. március
  - SMS Iltis (II) ágyúnaszád; 1899. április – 1914. augusztus

1897 decemberében felállították a II. cirkálódivíziót (II. Kreuzerdivision).
- Deutschland nagycirkáló --- zászlóshajó 1897. december – 1898. május
  - SMS Deutschland nagycirkáló; 1897. december – 1900
  - SMS Kaiserin Augusta nagycirkáló; 1897. december – 1902. március
  - SMS Gefion kiscirkáló; 1897. december – 1901. április

1898 májusában a két cirkálódivízió összevonásával jön létre a Kelet-ázsiai Cirkálóraj.

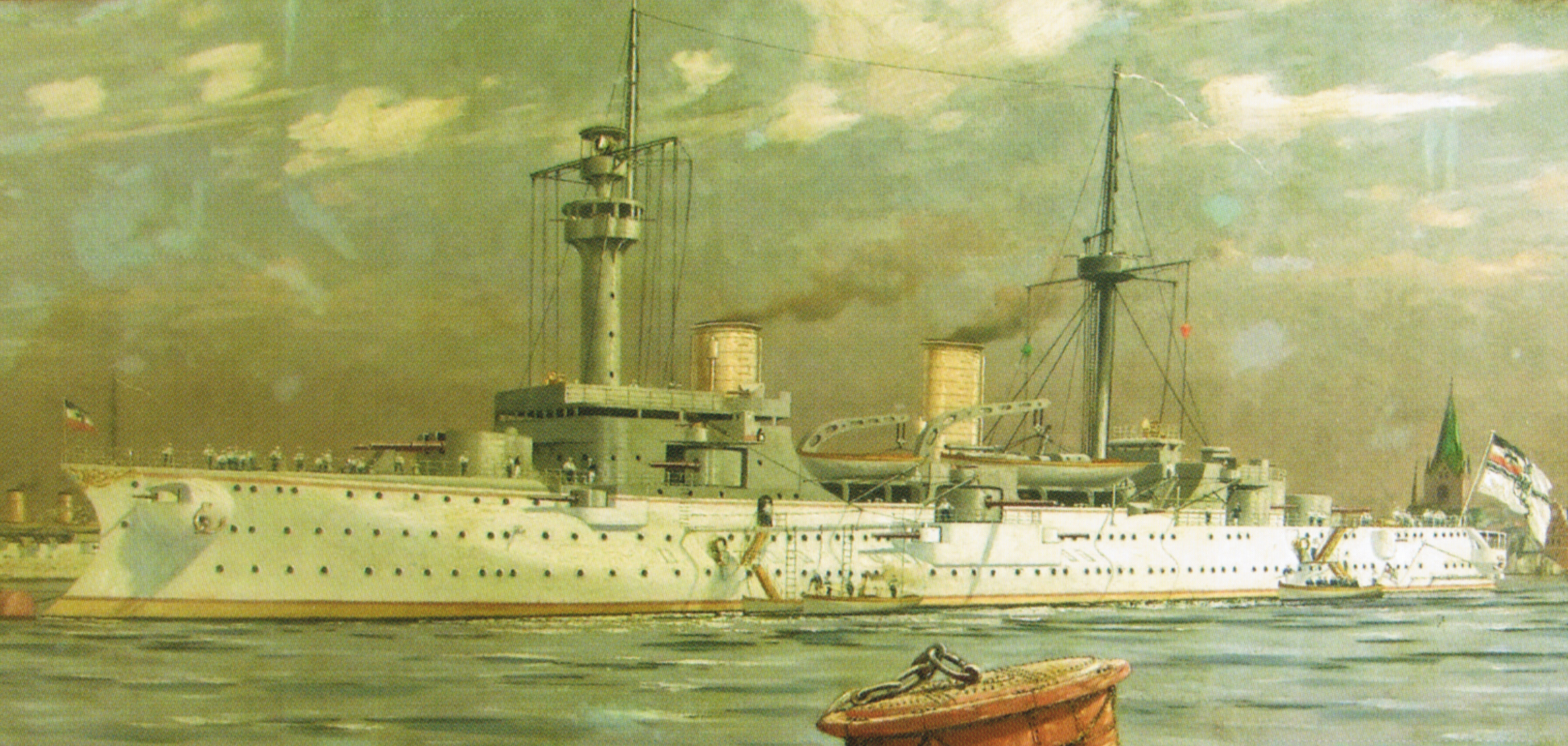
SMS Fürst Bismarck páncélos cirkáló

### 1899–1914
- SMS Hertha páncélos cirkáló (nagycirkáló); 1900. február–augusztus között a raj zászlóshajója
- SMS Fürst Bismarck páncélos cirkáló; 1900. augusztus – 1909. április, a raj zászlóshajója
  - SMS Kaiserin Augusta páncélos cirkáló; 1897. november 8-án hajózott ki Smyrnából Kelet-Ázsiába útra kélve, 1902. március 6-án indul innen vissza
  - SMS Hertha páncélos cirkáló; 1899. április 11-én hajózott el Kelet-Ázsiába, 1900. február–augusztus között zászlóshajó, 1904. december 31-én indul vissza.
  - SMS Hansa páncélos cirkáló; 1899. augusztus 16-án indul a Távol-Keletre. 1906. július 4-én visszaindul.
  - SMS Fürst Bismarck páncélos cirkáló; 1900. június 30-án indult a Távol-Keletre, 1900 augusztusa és 1909 áprilisa között zászlóshajó, 1909. április 8-án indult haza.
  - SMS Irene könnyűcirkáló (kiscirkáló); 1894. november 17-én indult a Távol-Keletre, 1901. június 27-én a Gefionnal együtt indult vissza.
  - SMS Gefion könnyűcirkáló; 1897. december 16-án helyezték át a Távol-Keletre, 1901. június 27-én indult haza.
  - SMS Thetis könnyűcirkáló; 1901. december 1-én áthelyezve a Távol-Keletre, 1905. augusztus 28-án indul haza Német Kelet-Afrika érintésével.
  - SMS Sperber könnyűcirkáló; 1903, október 9-én irányították át Kelet-Afrikából Kelet-Ázsiába, 1905. április 25-én Nyugat-Afrikába helyezik át.
  - SMS Niobe könnyűcirkáló; 1906. július 9-én indul a Távol-Keletre, 1909. január 31-én indul vissza Németországba.
  - Titania teherhajó (1916 BRT); 1901. május 4-én bérlik (charterezik) egy hajótársaságtól. 1910. március 28-án a haditengerészet megvette és 1914-ig használják.

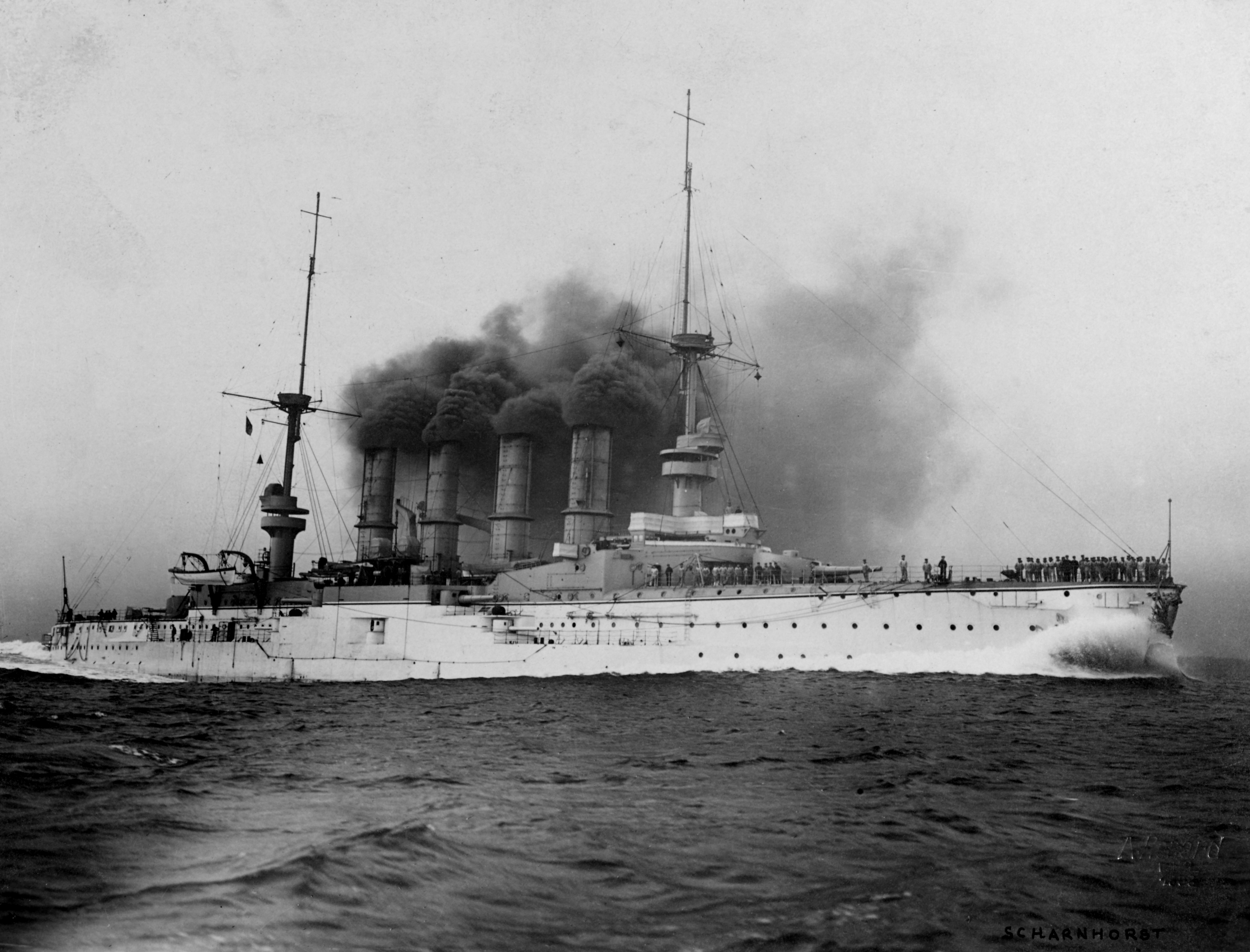
SMS Scharnhorst páncélos cirkáló

- SMS Scharnhorst páncélos cirkáló; 1909. április 1-én indult Kelet-Ázsiába, 1909 áprilisa és 1914 decembere között a hajóraj zászlóshajója. 1914. december 8-án elsüllyedt a falklandi csatában.
  - SMS Gneisenau páncélos cirkáló; 1910. november 10-én érkezett a hajórajhoz. 1914. december 8-án a falklandi csatában veszett oda.
  - SMS Leipzig könnyűcirkáló; 1906. szeptember 8-án érkezett a hajórajhoz. 1914. december 8-án süllyedt el a falklandi csatában.
  - SMS Arcona könnyűcirkáló; 1907. augusztus 27-én érkezett a hajórajhoz, 1910. március 24-én indult vissza Németországba. 1930-ban törölték az állományból, a háborúban légvédelmi üteget telepítettek rá.
  - SMS Nürnberg könnyűcirkáló; 1910. február 14-én érkezett a hajórajhoz. Elsüllyedt a falklandi csatában 1914. december 8-án.
  - SMS Emden könnyűcirkáló; 1910. április 12-én érkezett a hajórajhoz Dél-Amerika megkerülésével. Augusztus 14-én kivált a Kelet-ázsiai Hajórajból. 1914. november 9-én a Kókusz-szigeteknél süllyesztették el.

Ágyúnaszádok
- SMS Iltis; 1899. február 6-án érkezik a hajórajhoz. 1914-ben Kiaocsou kikötőjében legénysége elsüllyeszti.
- SMS Jaguar; 1899. június 1-én érkezik a hajórajhoz. 1914-ben Kiaocsou kikötőjében legénysége elsüllyeszti.
- SMS Tiger; 1900. június 17-én érkezik a hajórajhoz. 1914-ben Kiaocsou kikötőjében legénysége elsüllyeszti.
- SMS Luchs; 1900. július 7-én érkezik a hajórajhoz. 1914-ben Kiaocsou kikötőjében legénysége elsüllyeszti.
- SMS Schamien gőzbarkassz (Dampfbarkasse); 1900 októberében a Gyöngy-folyón teljesít szolgálatot, 1904 februárjában eladják.
- SMS Tsingtau folyami ágyúnaszád (Flußkanonenboot); 1904 februárjában a Gyöngy-folyón teljesít szolgálatot, 1914-ben kivonják a szolgálatból, 1917-ben legénysége elsüllyeszti.
- SMS Vorwärts folyami ágyúnaszád; 1901 márciusában a Jangcén állítják szolgálatba, 1910 júniusában eladják.
- SMS Vaterland folyami ágyúnaszád; 1904 májusában a Jangcén állítják szolgálatba, 1914-ben kivonják a szolgálatból, 1917-ben lefoglalják.
- SMS Otter folyami ágyúnaszád; 1910 februárjában a Jangcén állítják szolgálatba, 1914-ben kivonják a szolgálatból, 1917-ben lefoglalják.

Rombolók (Torpedoboote – torpedónaszádok)
- Taku torpedónaszád, 1900. június 17-én Kínától zsákmányolták, 1913. december 30-án kivonták a szolgálatból, 1914-ben Kiaocsou kikötőjében legénysége elsüllyeszti.
- SMS S 90 romboló (Großes Torpedoboot); 1900. július 26-án hajózik ki az S 91, S 92 rombolókkal és a Gera kórházhajóval. 1914. október 17-én a japán Takacsihó cirkáló elsüllyesztése után Csingtaóban saját legénysége süllyeszti el.

Erősítés a bokszerlázadás idején

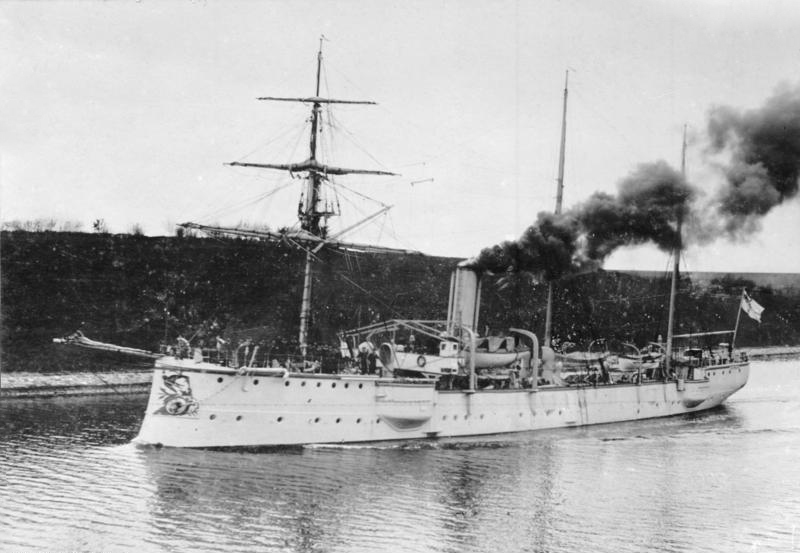
SMS Schwalbe könnyűcirkáló

- SMS Schwalbe könnyűcirkáló; 1900. július 5-én irányították át Kelet-Afrikából Kínába, 1902. augusztus 16-án indult vissza.
- SMS Bussard könnyűcirkáló; 1900. július 10-én irányították át Kelet-Afrikából Kínába. 1904. április 26-án tért vissza a kelet-afrikai állomáshelyére.
- SMS Geier könnyűcirkáló; 1900. július 9-én rendelték Acapulcóból Kínába. Innen 1905. január 14-én indult Németországba.
- SMS Seeadler könnyűcirkáló; 1900 augusztusában rendelték a déltengeri állomáshelyről a Kelet-ázsiai Hajóraj alárendeltségébe. 1905. június 28-án tért vissza előbbihez.
- S 91 romboló; 1900. július 26-án indult útnak Kínába, 1902. március 6-án a Kaiserin Augusta és az S 92 társaságában indult haza.
- S 92 romboló; 1900. július 26-án indult útnak Kínába, 1902. március 6-án a Kaiserin Augusta és az S 91 társaságában indult haza.
- SMS Gera kórházhajó, 1900. július 26. és 1901. május 24. között a Norddeutscher Lloydtól bérelt gőzhajó a kelet-ázsiai expedíciós hadtest kórházhajójaként szolgált. Október 6-án érte el Sanghajt az S 90, S 91 és S 92 rombolók kíséretében.

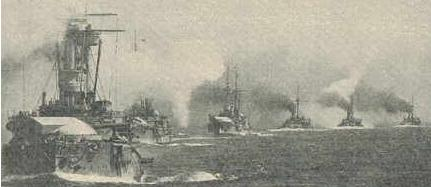
Az 1900-ban a Kelet-ázsiai Hajóraj támogatására küldött csatahajódivízió a kínai vizeken

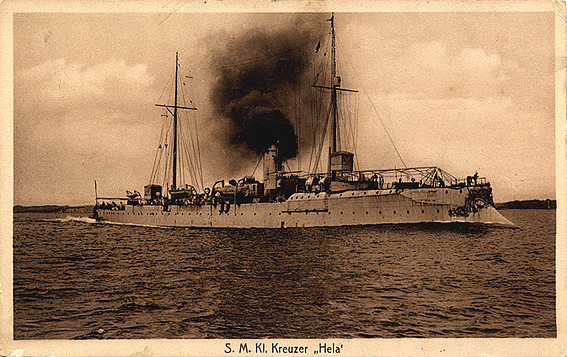
SMS Hela

A detasált csatahajódivízió (Detachierte Division)
- SMS Kurfürst Friedrich Wilhelm csatahajó (Linienschiff – sorhajó); zászlóshajó, 1900. július 11-én indult útnak, 1901. június 1-én indul vissza.
  - SMS Brandenburg;
  - SMS Weißenburg;
  - SMS Wörth;
  - SMS Hela könnyűcirkáló; a csatahajók mellé rendelt aviso-hajó

### 1914
Az 1914. december 8-án megvívott falklandi csatában elsüllyedt hajók:
- SMS Scharnhorst  páncélos cirkáló; 16:17-kor
- SMS Gneisenau páncélos cirkáló; 18:02
- SMS Nürnberg könnyűcirkáló; 19:27
- SMS Leipzig könnyűcirkáló; 21:23

A hajóraj többi egységének sorsa:
- SMS Dresden könnyűcirkáló; 1915. március 14-én a chilei Robinson-Crusoe-sziget egyik öblében brit egységek a nemzetközi jogot megsértve tűz alá veszik. Legénysége elsüllyeszti.
- SMS Emden könnyűcirkáló; 1914. november 9-én a Kókusz-szigetnél az ausztrál HMAS Sydney könnyűcirkálóval vívott harcban súlyosan megsérül és legénysége partra futtatja.
- SMS Iltis, SMS Tiger és SMS Luchs ágyúnaszádokat a legénységük süllyeszti el 1914. szeptember 28-án Csingtao kikötőjében.
- S 90 romboló; A Takachiho japán cirkáló elsüllyesztése után 1914. október 17-én Csingtaóban legénysége elsüllyeszti.
- SMS Jaguar ágyúnaszád; legénysége elsüllyesztette Csingtao kikötőjében 1914. november 7-én.
- Otter és Vaterland folyami ágyúnaszádok; 1914-ben Nankingban kivonták őket a szolgálatból, 1917-ben Kína lefoglalta őket.
- Tsingtau folyami ágyúnaszád; 1914-ben Kantonban kivonták a szolgálatból. 1917-ben saját legénysége süllyeszti el.
- Titania ellátóhajó (Hilfsschiff); 1914. november 19-én Más a Fuera szigetnél legénysége elsüllyeszti, mivel már nem tudják hasznát venni.
- SMS Prinz Eitel Friedrich segédcirkáló, 1914. augusztus 6-án hagyja el Csingtaót, 1915. március 11-én Newport News-ba fut be, ahol internálják.
- SMS Cormoran segédcirkáló (ex-Rjezan), 1914. augusztus 10-én fut ki Csingtaóból, 1914. december 14-én Guamon köt ki, ahol internálják. 1917-ben legénysége elsüllyeszti.

Számos ellátóhajó (Versorgungsschiff) tartozott a hajórajhoz, melyek közül a legutóbbiak:
- Baden és a Santa Isabel 1914. december 8-án a falklandi csatában süllyedtek el.
- Seydlitz; 1915. január 24-én Argentínában internálták.

## A Kelet-ázsiai Hajóraj parancsnokai
- Louis von Blanc sorhajókapitány (Kommodore) --- 1881. július 18. – 1883.
- Max von der Goltz ellentengernagy --- 1883. augusztus 26. – 1884.
- Carl Paschen sorhajókapitány (Kommodore) --- 1884. március 4. – 1885.
- Eduard von Knorr ellentengernagy --- 1886. augusztus 17. – 1887.
- Karl Eduard Heusner sorhajókapitány (Kommodore) --- 1887. április 15. – 1888.
- Karl August Deinhard ellentengernagy --- 1888. augusztus 31. – 1889. március 16.
- Victor Valois ellentengernagy --- 1889. május 20. – 1892.
- Friedrich von Pawelsz ellentengernagy --- 1892. február 23. – 1893. április 6.
- Paul Hoffmann ellentengernagy --- 1894. november 25. – 1896.
- Alfred von Tirpitz ellentengernagy --- 1896. június 15. – 1897. március 29.
- Otto von Diederichs ellentengernagy/altengernagy --- 1897. június 11. – 1899.
- Henrik herceg ellentengernagy --- 1899. április 14. – 1900.
- Emil Felix von Bendemann altengernagy --- 1900. február 17. – 1902.
- Richard von Geißler altengernagy --- 1902. február 15. - 1903.
- Curt von Prittwitz und Gaffron ellentengernagy/altengernagy --- 1903. november 15. – 1905.
- Alfred Breusing ellentengernagy --- 1905. november 11. – 1907. május 12.
- Carl Coerper ellentengernagy --- 1907. május 13. – 1909. január 26. (megbízott)
- Carl Coerper altengernagy --- 1909. január 27. – május 17.
- Friedrich von Ingenohl ellentengernagy --- 1909. május 18. – 1910. január 26. (megbízott)
- Friedrich von Ingenohl altengernagy --- 1910. január 27. – június 5.
- Erich Gühler ellentengernagy --- 1910. június 6. – 1911. január 21.
- Günther von Krosigk ellentengernagy --- 1911. március 25. – 1912.
- Maximilian Graf von Spee ellentengernagy/altengernagy --- 1912. december 4. – 1914.

Spee grófot 1914 őszén Friedrich Gädeke ellentengernagy váltotta volna a hajóraj élén, erre azonban a háború kitörése miatt már nem került sor.

## Fordítás
- Ez a szócikk részben vagy egészben  az   Ostasiengeschwader című német Wikipédia-szócikk ezen változatának fordításán alapul.  Az eredeti cikk szerkesztőit annak laptörténete sorolja fel. Ez a jelzés csupán a megfogalmazás eredetét és a szerzői jogokat jelzi, nem szolgál a cikkben szereplő információk forrásmegjelöléseként.
- Ez a szócikk részben vagy egészben  az   East Asia Squadron című angol Wikipédia-szócikk ezen változatának fordításán alapul.  Az eredeti cikk szerkesztőit annak laptörténete sorolja fel. Ez a jelzés csupán a megfogalmazás eredetét és a szerzői jogokat jelzi, nem szolgál a cikkben szereplő információk forrásmegjelöléseként.

## Ajánlott olvasmányok
- Klemensits Péter: Az első világháború kitörése a Távol-Keleten és az 1914-es hadműveletek, in: Hadtörténelmi Közlemények 127. évf. 3. sz. (2014.)
- Veperdi András: A Kaiserin Elisabeth cirkáló története és szerepe Csingtao védelmében, in: Hajózástörténeti közlemények

## Filmek
- The Battle of Coronel and Falkland Islands (Nagy-Britannia 1928, rendezte: Walter Summers)
- Die Männer der Emden (Németország 2013, rendezte: Berengar Pfahl)

## Linkek
- Kreuzergeschwader Graf Spee
- Die Kaiserliche Marine
- A német Bundesarchiv Coronel-foki csatához kapcsolódó képgalériája
- A Google Cultural Institute kiállítása a Coronel-foki csatáról